# جونغ هاي إن (ممثلة كورية)
جونغ هاي إن (بالكورية: 정혜인)‏ هي ممثلة كورية جنوبية. ولدت يوم 20 سبتمبر 1990 في أويجيونغبو في كوريا الجنوبية.

## روابط خارجية
- جونغ هاي إن على موقع IMDb (الإنجليزية)
- جونغ هاي إن على موقع قاعدة بيانات الفيلم (الإنجليزية)